# 除草剂

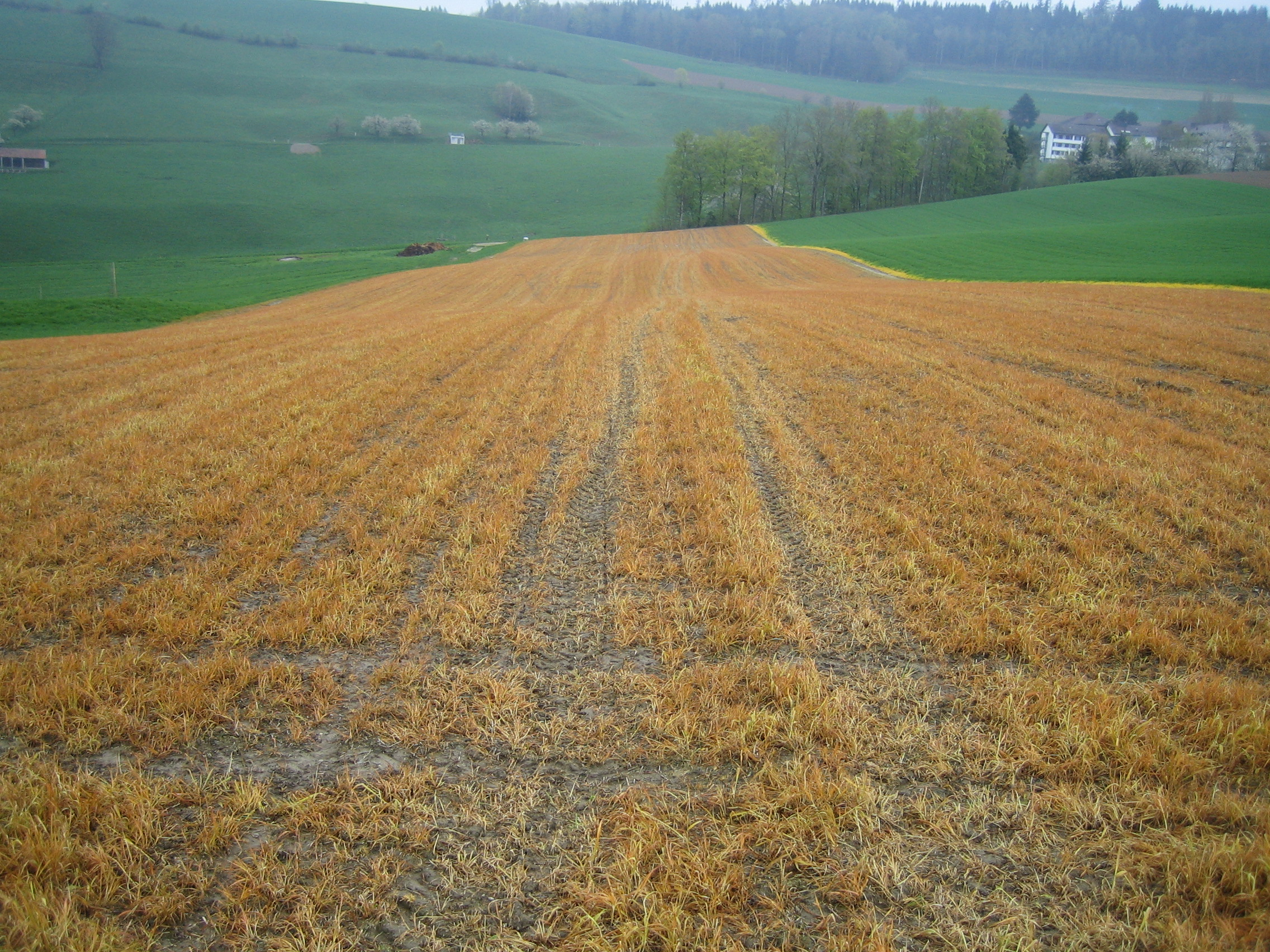
噴灑除草劑後的田地

除草劑又稱殺草劑，是一類用來殺死特定植物的藥劑，全球约有233种。這些藥劑能夠選擇性地作用於特定目標，使其他對於人類有用的農作物不受傷害，或受的傷害較小。有些除草劑能妨礙雜草的生長，這類除草劑通常以植物激素為基礎。用來清理荒廢土地的除草劑能夠殺死所有與其接觸的植物。有些植物本身也有製造除草劑的能力，例如胡桃。
除草劑被廣泛使用於農業以及草坪管理，或是用來控制公路與鐵路上的植被生長。也有一些用來管理森林、牧草，以及管控野生生物的活動區域。

## 歷史
在广泛地使用化学除草剂之前，种植抑制，如改变土壤的pH值、盐度、或者土壤的肥沃程度等方法已被使用在抑制杂草生长上。机械性抑制（包括耕作）也已被（亦仍然是）使用于抑制杂草生长。 
- 英国的科研队曾在第二次世界大战期间研究出来的除草剂2,4-二氯苯氧乙酸，不僅是第一次廣泛使用的除草劑，也在40年代晚期被广泛使用。

- 美國空軍曾於越戰期間，使用孟山都公司所研發的含有戴奧辛的橙劑作為破壞越南森林以利作戰使用。

- 孟山都公司現在仍在使用改良過的除草劑替廣大的世界農民使用他們家的基改大豆種子種植基因改造大豆無法產種子而服務。衍生出超級雜草、生態破壞的問題。[來源請求][2]

## 分類
除草剂根据化学结构可分为无机类和有机类。主要以有机类的使用广泛。根据对杂草和作物的选择性, 可分为非选择性(灭生性)和选择性两种, 非选择性对作物和杂草都有毒害作用, 如百草枯、草甘膦等, 选择性可以只杀死杂草, 而对作物无毒害或毒害很低, 如麦草畏、苯磺隆等, 有机类多为选择性除草剂。